# Wheeling and Lake Erie Railway (1990)
The Wheeling and Lake Erie Railway (sigle de l'AAR : WE) est un chemin de fer régional américain de classe II qui fournit un service de marchandise presque exclusivement dans l'État américain de l'Ohio. Il tire son nom de l'ancien Wheeling and Lake Erie Railway, dont il reprit une bonne partie du réseau à la suite de sa vente en 1990 par le Norfolk and Western Railway, devenu filiale du Norfolk Southern Railway.

## Histoire
Le 1er juin 1990, le Norfolk and Western Railway, filiale du Norfolk Southern Railway (NS), vendit des portions de ses lignes situées dans l'Ohio et la Pennsylvanie, constituées par une grande partie du réseau de l'ex-Wheeling and Lake Erie Railway, de l'Akron, Canton and Youngstown Railroad, ainsi que de la location du Pittsburgh and West Virginia Railway. L'acheteur, initialement baptisé Wheeling Acquisition Corporation, préféra réutiliser le nom de l'ancien Wheeling & Lake Erie Railway, dès le mois de mai avant le début de la transaction.
Pour augmenter son rayon d'action, il acquit plusieurs droits de passage : 
- avec le NS : pour la desserte des carrières de calcaire de Bellevue,
- avec le NS : pour la section Bellevue-Toledo (reste de l'ancien W&LE toujours aux mains du NS); droit accordé après le partage de Conrail en 1999.
- avec le NS : pour la section Bellevue-docks de Huron (construit en 1952 par le Nickel Plate Road, filiale du N&W)
- avec l'Ohio Central Railroad : pour la ligne de l'ex-Cleveland Division au sud de Harmon (Brewster), vendue par le NS en 1988
- avec le CSXT : avec une première liaison entre Connellsville, Pennsylvanie et Hagerstown, Maryland, rémanence de la vieille Alphabet Route dont le WLE d'origine faisait partie; et une seconde liaison entre Wellington et Cleveland, Ohio.

## Réseau
Avec le partage de Conrail entre NS et CSX en 1999, le WE récupéra un droit de passage entre New London et Crestline sur le réseau du CSX, et entre Crestline et Lima sur celui du Chicago, Fort Wayne and Eastern Railroad (CF&E), filiale de RailAmerica.
Le WE s'interconnecte avec 3 chemins de fer de classe I: le Canadien National, le CSX Transportation, et le Norfolk Southern Railway.
Des embranchements vont jusqu'à Benwood, en Virginie-Occidentale (juste au sud de Wheeling), et vers l'est jusqu'à Connellsville, en Pennsylvanie. Le WE rejoint le Southwest Pennsylvania Railroad à Owensdale, Pennsylvanie. 
Le WE possède 925 km de voie et a des droits de passage sur 426 km supplémentaire.
Les biens transportés demeurent les mêmes qu'aux premiers jours: le charbon du sud-ouest de l'Ohio, le minerai de fer de la région des Grands Lacs, le calcaire de 4 carrières, ainsi que des produits chimiques, des produits forestiers et des semences. 

### Sources
- Corns, John B. (1991). The Wheeling and Lake Erie Railway, Volume 1. Lynchburg, Virginia: TLC Publishing Company.  (ISBN 0-9622003-5-2).
- Corns, John B. (2002). The Wheeling and Lake Erie Railway, Volume 2. Lynchburg, Virginia: TLC Publishing Company.  (ISBN 1-883089-75-1).
- Rehor, John A. (1965, 1994). The Nickel Plate Story. Waukesha, Wisconsin: Kalmbach Publishing Co..
- « History » (HTML).Wheeling and Lake Erie Railway. Retrieved 2008-07-28.
- « System map » (HTML). Wheeling and Lake Erie Railway. Retrieved 2008-07-28.
- « WE Wheeling & Lake Erie Railway » (HTML) CSX Transportation. Retrieved 2008-07-28.
- « Wheeling and Lake Erie RR Details » (HTML) « Norfolk Southern Railway » Short Lines – Ohio. Retrieved 2008-07-28.
- "Wheeling and Lake Erie RR route map" (PNG) « Norfolk Southern Railway » Short Lines - Ohio. Retrieved 2008-07-28.